# Правильный 65537-угольник
Правильный 65537-угольник (шестьдеся̀тпятьты̀сячпятисо̀ттридцатисемиуго́льник) — правильный многоугольник с 65 537 углами и 65 537 сторонами. Из-за того, что центральный угол мал, в графическом представлении правильный 65537-угольник почти не отличается от окружности (см. иллюстрацию).
Правильный 65537-угольник представляет интерес, поскольку 65 537 является простым числом Ферма, что делает возможным построение данного многоугольника с помощью циркуля и линейки. Эта задача была решена Иоганном Густавом Гермесом в 1894 году.

## Построение
Отличительная особенность правильного 65537-угольника — это тот факт, что его возможно построить, используя только циркуль и линейку.

Первый шаг в построении 65537-угольника

Число 65 537 — это самое большое известное простое число Ферма:
{\displaystyle 65~537=2^{2^{4}}+1}.
Гаусс в 1796 году доказал, что правильный n-угольник можно построить циркулем и линейкой, если нечётные простые делители числа n являются различными числами Ферма. В 1836 году П. Ванцель доказал необходимость этого условия для построения таких многоугольников. Ныне это утверждение известно как теорема Гаусса — Ванцеля.
В 1894 году Иоганн Густав Гермес после более чем десятилетних исследований нашёл способ построения правильного 65537-угольника и описал его в рукописи размером более 200 страниц (оригинал рукописи хранится в библиотеке Гёттингенского университета).
Один слишком навязчивый аспирант довёл своего руководителя до того, что тот сказал ему: «Идите и разработайте построение правильного многоугольника с 65 537 сторонами». Аспирант удалился, чтобы вернуться через 20 лет с соответствующим построением.Дж. Литлвуд

## Пропорции

### Углы
Центральный угол равен {\displaystyle {\frac {360^{\circ }}{65~537}}\approx 0{,}0054930802447472424^{\circ }\approx 0^{\circ }0'19{,}77508888''}.
Внутренний угол равен {\displaystyle {\frac {65~537-2}{65~537}}\cdot 180^{\circ }\approx 179{,}99450691975525^{\circ }=180^{\circ }-0{,}0054930802447472424^{\circ }}.

### Наглядное представление
Для иллюстрации пропорций практически непредставимой фигуры могут служить следующие соображения:
- Отклонение центрального угла от 0°, а также отклонение внутреннего угла от 180° составляет всего лишь примерно 0,005°. Если приподнять за один конец лежащую на земле жердь длиной 104,3 м только на 1 см, то она образует с землёй примерно этот угол.

Рассмотрим треугольник, одной стороной которого является указанная жердь, второй стороной — перпендикуляр, опущенный от приподнятого конца жерди на поверхность, где она лежала, а третьей стороной — отрезок от основания перпендикуляра до покоящегося конца жерди. Считая, что жердь подняли на один сантиметр, найдём, какой длины {\displaystyle L} она должна быть, чтобы образовать с поверхностью угол {\displaystyle \alpha }, равный центральному углу правильного 65537-угольника: его синус будет равен отношению высоты, на которую подняли один край жерди, к углу, который жердь образовала с поверхностью.  
{\displaystyle L={\frac {1~{\text{cm}}}{\sin \left({\frac {360^{\circ }}{65~537}}\right)}}\approx 10430{,}541475816439~{\text{cm}}\approx 104{,}30541475816439~{\text{m}}}
- Если нарисовать 65537-угольник с длиной одной стороны 1 см, то его наибольшая диагональ будет больше 200 м.
- Если нарисовать 65537-угольник с длиной одной стороны 1 м, то радиусы его вписанной и описанной окружностей будут около 10 км, а разница между ними составит всего лишь около 0,024 мм.
- Если нарисовать 65537-угольник диаметром 20 см, то длина одной его стороны окажется менее одной десятой толщины самого тонкого человеческого волоса.